# カンポット (飲料)
カンポット（Kompot）はスラブ生まれのノンアルコールの甘い飲み物。伝統や季節に応じてあたたかいものと冷たいものがある。イチゴ、アプリコット、モモ、リンゴ、ルバーブ、グースベリー、サワーチェリーなどの果物を、多量の水と時に追加の甘味料として砂糖やレーズンと一緒に調理して作られる。バニラやシナモンのようなスパイスを香りを足すために加えることがあり、特に冬は普通あたたかい状態で出される。

## カンポット
カンポットは中央、東、南東および北ヨーロッパにある多くの国の食文化の一部である（アルバニア、アルメニア、アゼルバイジャン、ベラルーシ、チェコ、ウクライナ、ロシア、ポーランド、ブルガリア、ボスニア・ヘルツェゴビナ、リトアニア、ラトビア、フィンランド、エストニア、ハンガリー、イラン、スロベニア、クロアチア、マケドニア、セルビア、モンテネグロ、スロバキア、モルドバ、タジキスタン、トルコ、オーストリア、ルーマニア）。中央、東ヨーロッパ諸国で冬季に果物を保存するための方法として広く利用されていた。1885年、Lucyna Ćwierczakiewiczowaはレシピ帳にカンポットで保存した果物が新鮮に見えると書いている。1970年代までは一般的であったが、多くの中央アジアの国（ウズベキスタン、キルギス）やポーランド、ハンガリー、スロバキア、ルーマニアや他の東欧諸国（ブルガリア、ベラルーシ、ウクライナ、ロシア）では今でも一般的なものである。多くのレシピをポーランドのレシピ本Kuchnia Polskaで見ることができる。
カンポットの消費は1980年代から減少している。中央、東ヨーロッパの多くの国で配給が終了すると、フルーツジュース、ソフトドリンク、ミネラルウォーターにとって替わられた。

## Uzvar
Uzvarは乾燥果物から作られた同じような飲み物であり、ハチミツや砂糖で甘くした果実が使われることも時々ある。